# 명지중학교 (부산)
명지중학교(鳴旨中學校)는 대한민국 부산광역시 강서구 명지동에 있는 공립 중학교이다.

## 학교 연혁
- 2014년 4월 10일 : 명지중학교 설립 계획 수립(30학급)
- 2016년 2월 4일 : 명지중학교 교사 준공
- 2016년 3월 1일 : 개교 및 초대 서성희 교장 취임
- 2016년 3월 2일 : 개교식 및 제1회 입학식(1학년 7학급, 2학년 4학급, 3학년 2학급)
- 2016년 3월 2일 : 선진형 교과교실제 운영 학교 지정
- 2016년 3월 2일 : 부산다행복학교 지정
- 2017년 2월 13일 : 제1회 졸업식(2학급 48명)
- 2019년 3월 15일 : 학교 공간 혁신 스토리가 있는 별별공간 구축 개소식
- 2023년 10월 10일 : 부산다행복학교 재재지정(~2026.2.28.)
- 2024년 9월 1일 : 제5대 설성수 교장 취임
- 2025년 2월 7일 : 제9회 졸업식(9학급 240명, 총 1,672명)
- 2025년 3월 4일 : 제10회 입학식 (15학급 422명)

## 참고 자료
- 명지중학교 - 한국교육학술정보원 학교알리미